# Corèbe fils de Mygdon
Pour les articles homonymes, voir Corèbe.
Dans la mythologie grecque, Corèbe ou Corébos (en grec ancien Κόροιβος / Kóroibos, en latin Coroebus), fils du roi Mygdon, est un prince phrygien.
Venu à Troie pour épouser Cassandre, fille du roi Priam, il prend part à la guerre malgré les avertissements de sa fiancée et périt dans les combats. Les auteurs citent plusieurs noms pour son tueur : Néoptolème selon Pausanias, Diomède selon Leschès (rapporté par Pausanias) et selon Quintus de Smyrne, et Pénélée selon Virgile (Corèbe aurait donné sa vie pour protéger Cassandre du grec Pénélée).
Chez Homère, le prétendant de Cassandre est Othryonée.
Selon J. Perret, Corèbe est « caractérisé plutôt de façon pitoyable comme celui qui embrasse une cause décidément perdue. Virgile n'a voulu retenir que la ferveur de son amour ».

## Sources
- Pseudo-Euripide, Rhésos [détail des éditions] [lire en ligne] (v. 538).
- Pausanias, Description de la Grèce [détail des éditions] [lire en ligne] (X, 27, 1).
- Quintus de Smyrne, Suite d'Homère [détail des éditions] [lire en ligne] (XIII, 169).
- Virgile, Énéide [détail des éditions] [lire en ligne] (II, 341, 386, 407 et 424).